# Безумный рейс
«Безу́мный рейс» — российский комедийный фильм режиссёра Владимира Плешакова.

## Сюжет
Одним рейсом из Сибирска в Волгород летят разные и ничем не связанные люди как по статусу, так и по национальности. Эта встреча объединяет многих и они находят общий язык. Одного из пассажиров рейса принимают за террориста, а экипаж самолета использует ситуацию, чтобы побывать в Турции.

## В ролях
- Игорь Аитов — угонщик самолета
- Валерий Чумичёв — пассажир, мечтавший эмигрировать в Израиль
- Александр Выскрибенцев
- Ольга Гладкова
- Александр Кузнецов — первый пилот
- Владимир Лемешонок — летчик
- Вячеслав Калиниченко — спецназовец
- Владимир Фёдоров — ворчливый старичок
- Ирина Мисюркеева
- Александр Варавин
- Наталья Орлова
- Алексей Серебренников
- Анастасия Гаршина — горничная

## Интересные факты
- Все роли в фильме исполнили актеры новосибирских театров.